# Gaál Gabriella
Gaál Gabriella (Csepel, 1930. január 3. – Budapest, 2010. augusztus 3.) magyarnóta-énekesnő.

## Élete
Rimaszombatban töltötte gyermekkorát. Óvónőképzőt végzett, hegedülni és zongorázni tanult. Tóth Lajosnál és dr. Molnár Imrénél folytatott énektanulmányokat. 1947-től a Magyar Rádiónál énekes színész, 1951-től zenei szerkesztő és műsorvezető volt.  Közkedvelt rádiós műsorai voltak például a Nótakalendárium és a Nótaböngészde. Ismerte és tudományos alapon kutatta is a magyar nóta keletkezéstörténetét, hagyományait. Munkásságát nívódíjjal is elismerték.
1958-tól működött hivatásos előadóművészként, dalénekesként. Magyar nótákat, cigány dalokat, népdalokat adott elő. Gyakran Madarász Katalin nótaénekesnő társaságában lépett fel, akivel 1964-ben énekeltek először együtt. Népszerű duettjükkel több közös rádiós és televíziós felvétel készült, albumaik jelentek meg többféle kiadásban. Fellépéseikkel a határon túl is nagy sikert arattak. A Magyar Televízió nóta- és népdal műsorainak is rendszeres szereplője, illetve a Nyílik a rózsa énekverseny társszerkesztője volt.
1984-ben SZOT-díjat kapott, 1994-ben  a Magyar Köztársasági Érdemrend kiskeresztjével tüntették ki. A Jákó Vera Alapítvány kuratóriumától 2000-ben megkapta a Jákó Vera-díjat. Elismeréseit, díjait közösen Madarász Katalin társaságában kapta. A magyar nóta és a népdal kitűnő előadójaként a műfaj egyik „zászlóvivője”, népszerű előadója, „élő lexikonja” volt. 2010. augusztus 3-án, 80 évesen hunyt el.

## Legismertebb nótái
- Kék nefelejcs
- Nem dolgoztam én a nyáron
- Megsárgul a levél szeptembernek végén
- Minden piros fehér rózsát
- Rózsabokor teteje
- Háromszor füttyentett az aradi vonat
- Vízimalom áll a Rima közepén
- Öreg cigány muzsikálgat
- Hegedűmből felsír, zokog egy bús, keserves nóta
- Gyere be rózsám
- Jóska Pannát…
- Visszanézek életemre…

## Családja
Férje Fekete Sándor református lelkész, rádiós. Fia ifjabb Fekete Sándor (1959), lánya Fekete Gabriella (1960).

## Kitüntetései
- SZOT-díj (1984)
- A Magyar Köztársasági Érdemrend kiskeresztje (1994)
- Jákó Vera-díj (2000)
- Nívódijak (Rádió; Televízió)